# Paul Bocquet
Pour les articles homonymes, voir Bocquet.
Paul Bocquet, né à Reims le 17 octobre 1868 et mort dans la même ville le 7 septembre 1947, est un peintre français.

## Biographie
Paul Bocquet est le fils de Louis Augustin Bocquet et Julie Elisabeth Langlet. Il naît à Reims, au domicile parental, 67, rue de Venise, puis fera ses études au lycée de Reims. Il est ami avec Émile Wéry. Il est orphelin à quinze ans et se rapproche de son oncle Jean-Baptiste Langlet. Émile le présente au peintre Jules Collinet (1822-1903), puis est élève de l’académie Julian à Paris en 1889 avant d'être admis à l’école des beaux-arts de Paris en 1891, puis dans l’atelier d'Alfred Roll et de Puvis de Chavannes. C'est aussi à cette époque qu'il intègre également la Société de la Palette. Il revient à Reims définitivement en 1898 et y épouse Juliette Martin (1875-1963). Il s’attache surtout à représenter les divers aspects de la Champagne, dont il nie la monotonie, trouvant en elle de subtiles variations de lumière à travers les saisons. 
Il effectua des séjours en Bretagne où il a peint les variations d'une nature qui l'enchantait - différente de celle de son berceau champenois - en été de 1892 à 1896, à Saint-Briac, Erquy, Saint-Equay, Ploumanach. Puis, il se rendra aux Les Lecques (Var) lors de quatre courts séjours chez sa fille Élisabeth en 1928, 1931, 1934, et 1936. 
Il travaille entre 1919 et 1921 au retour de la collection du musée du musée des Beaux-Arts de Reims qui avait été mise à l'abri dans les dépôts de la capitale. De retour à Reims, il fonde en 1922, avec Abel Jamas et Ernest Kalas, l’Union champenoise des arts-décoratifs. En 1928, il est élu membre de l'Académie nationale de Reims.
En 1929, il expose au Salon des artistes français Les Peupliers de la Vesle en hiver, Les Bouleaux de la montagne de Reims en automne et Peupliers, temps clair. 
À partir de 1942 jusqu'à sa mort, il pratiqua surtout « le pleinairisme en chambre » et peint dans son atelier par « faculté d'évocation ». Les tableaux, alors, ne seront plus datés. 
Nommé chevalier de la Légion d'honneur en 1935, Paul Bocquet est inhumé à Reims au cimetière du Sud.

## Distinctions
- Chevalier de la Légion d'honneur (1935)[4].

## Œuvres
- La Bièvre à Gentilly, 1903, huile sur toile, mairie de Gentilly.
- Les Bouleaux, campagne rémoise, 1922, huile sur toile, musée d'Elbeuf, dépôt du musée d'Orsay.
- Reims, musée des Beaux-Arts
  - Le Printemps en Lorraine[5], 1897
  - Tournant de la route en Soissonnais[6], 1900
  - L'Hiver dans la montagne de Reims[7], 1903
  - Les Bouleaux. Hiver[8], 1905
  - La Vesle en novembre à Jonchery-sur-Vesle[9], 1911
  - Grisaille d'Hiver. La Vesle à Jonchery[10], 1922
  - Docteur Jean-Baptiste Langlet[11], 1922
  - Brume matinale à Coeuves (Aisne)[12], 1934
  - Paysage champenois[13], 1935
  - Temps d'orage. Vue de Reims, près de Courlancy[14], 1901 et 1941

Œuvres de Paul Bocquet
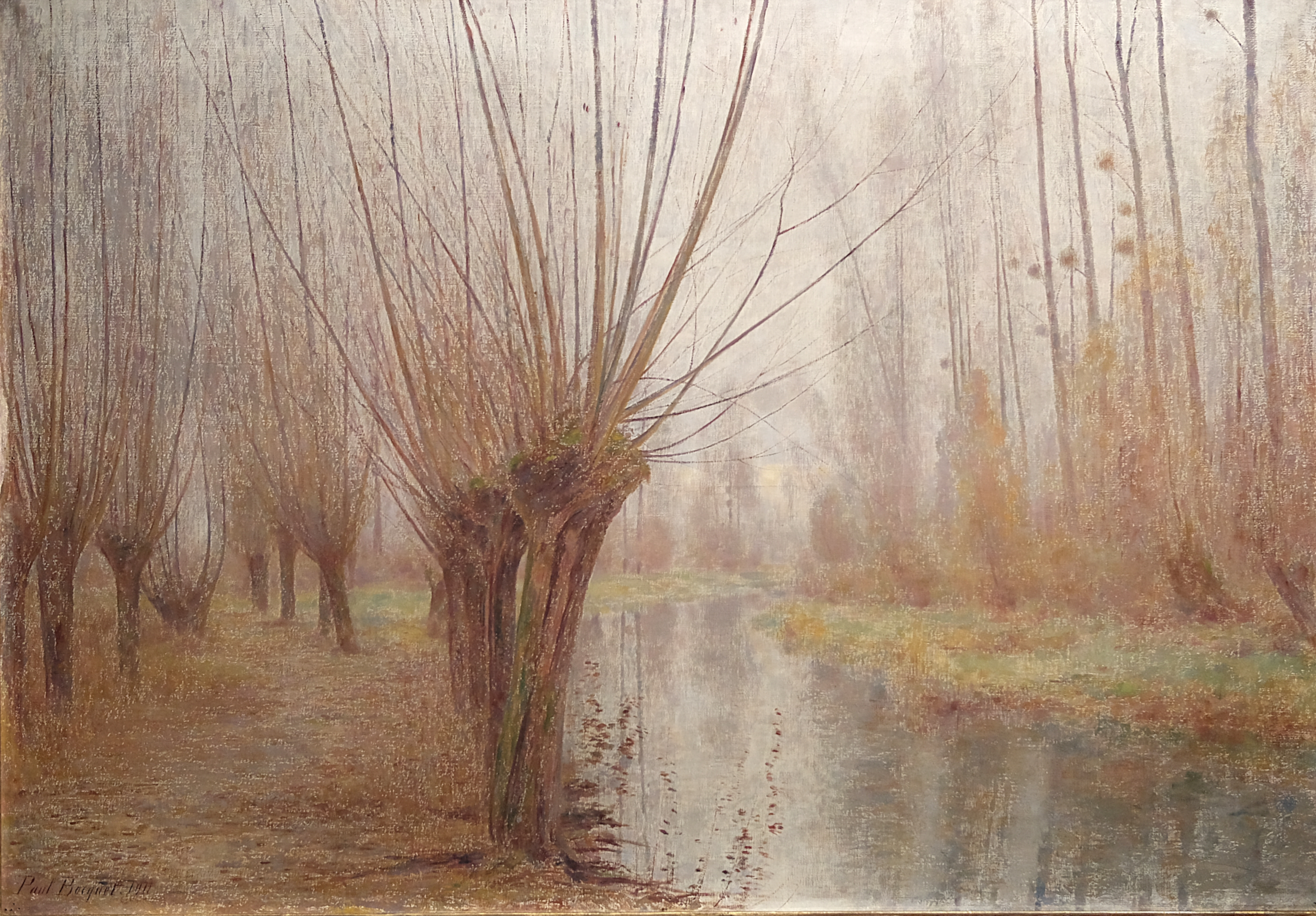
La Vesle en novembre à Jonchery-sur-Vesle[15], Reims musée des Beaux-Arts
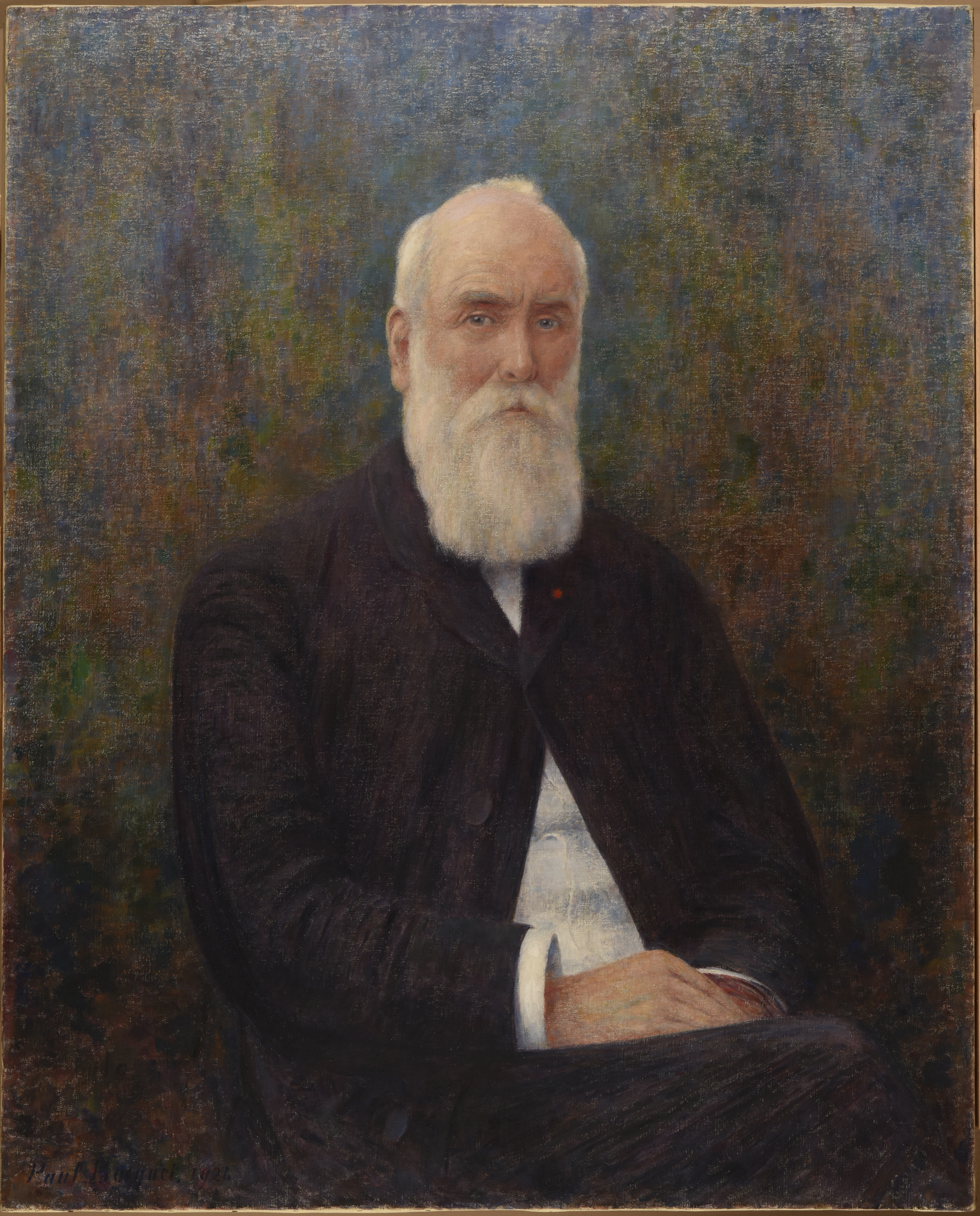
Docteur Jean-Baptiste Langlet[16], Reims musée des Beaux-arts
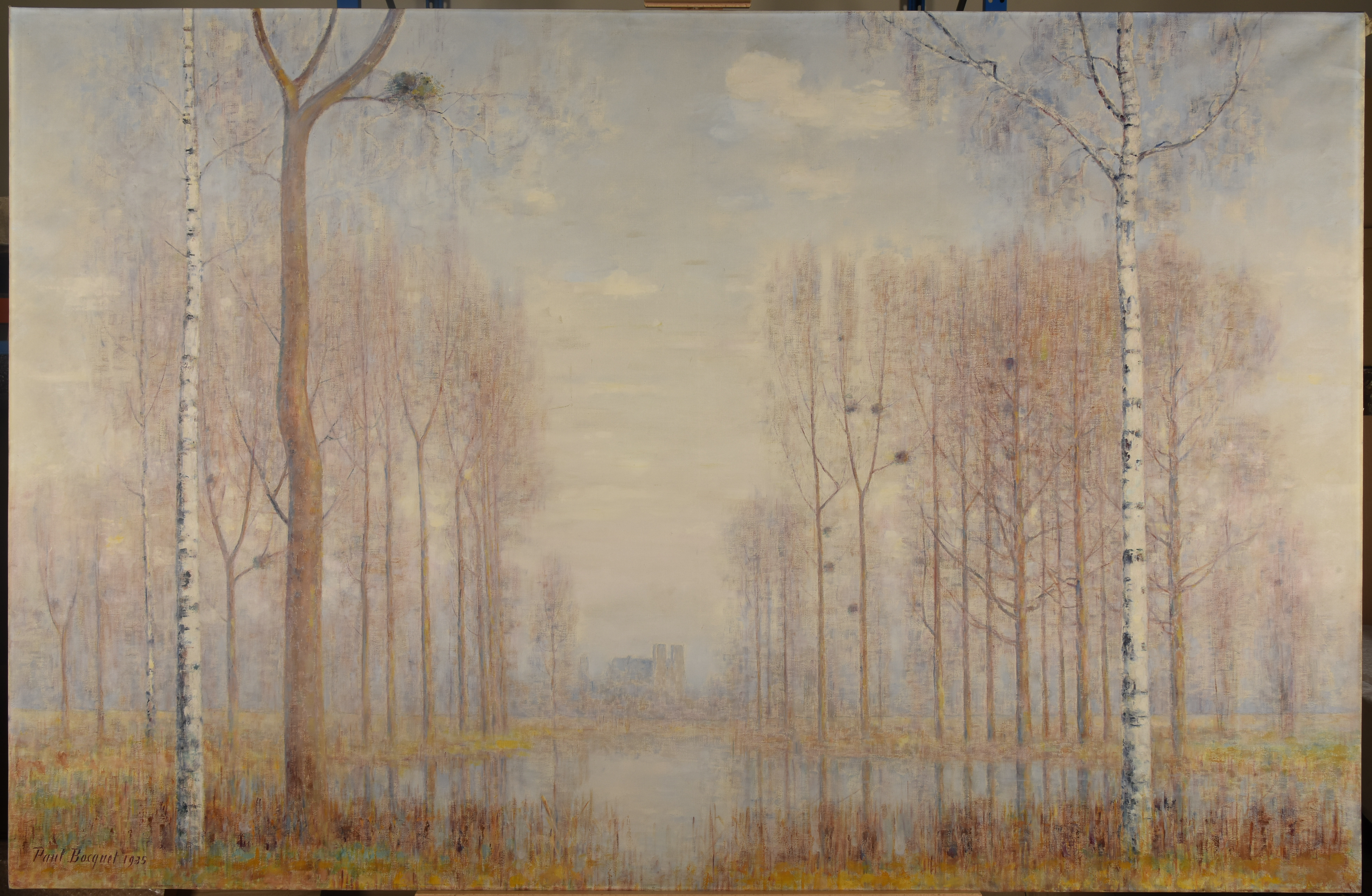
Paysage champenois[17], Reims musée des Beaux-Arts
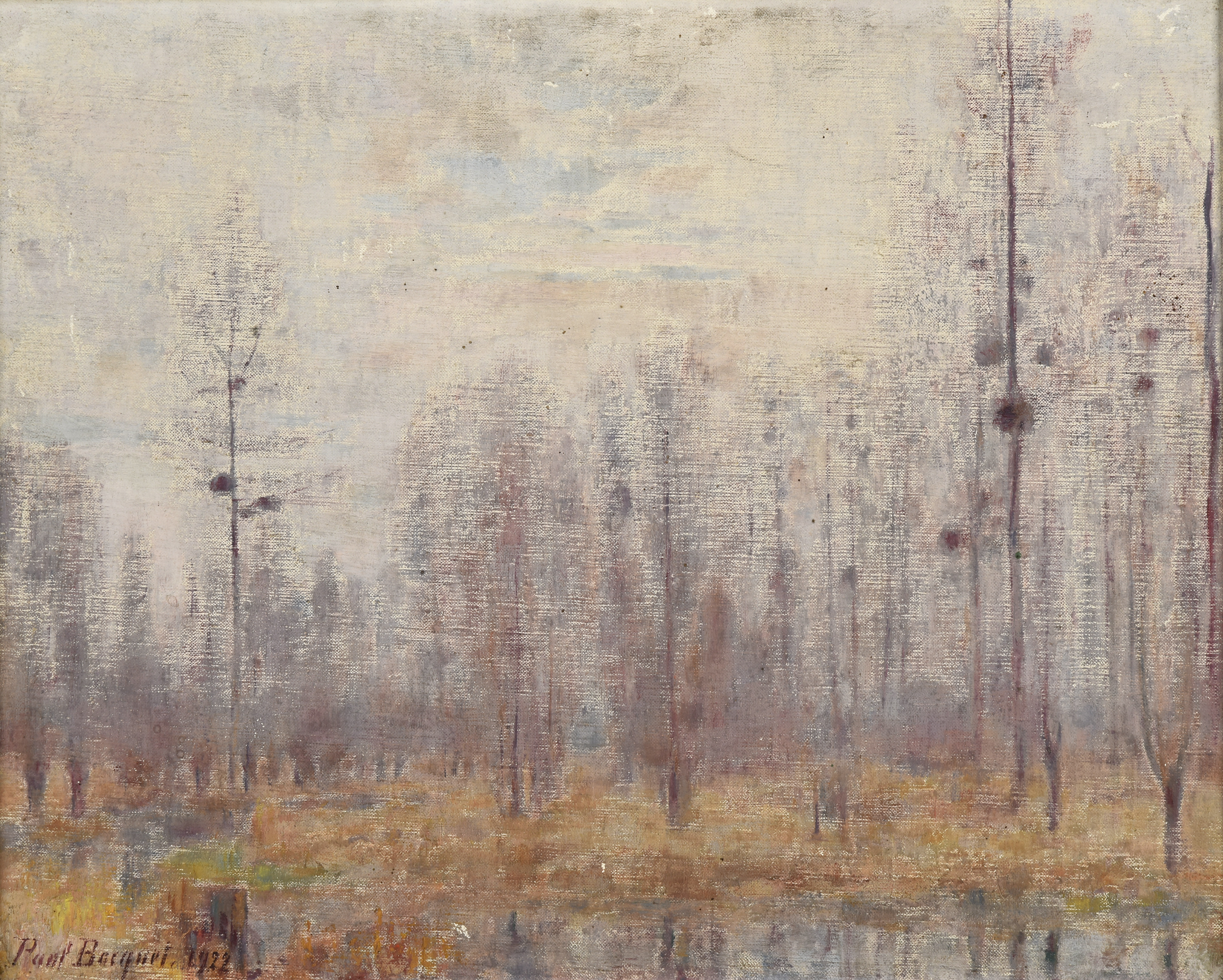
Grisaille d'hiver. La Vesle à Jonchery[18], Reims musée des Beaux-Arts
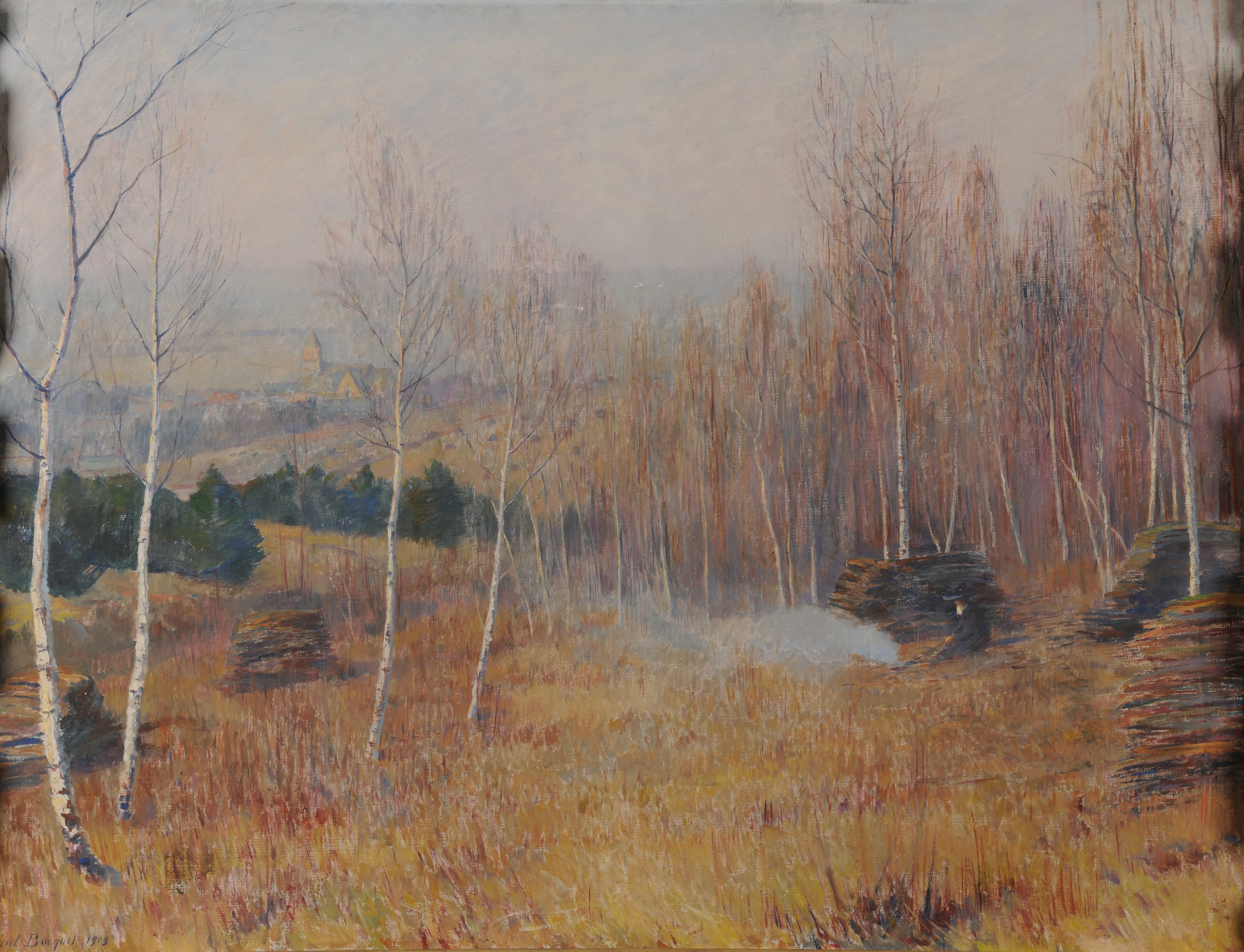
L'Hiver dans la montagne de Reims[19], Reims musée des Beaux-Arts
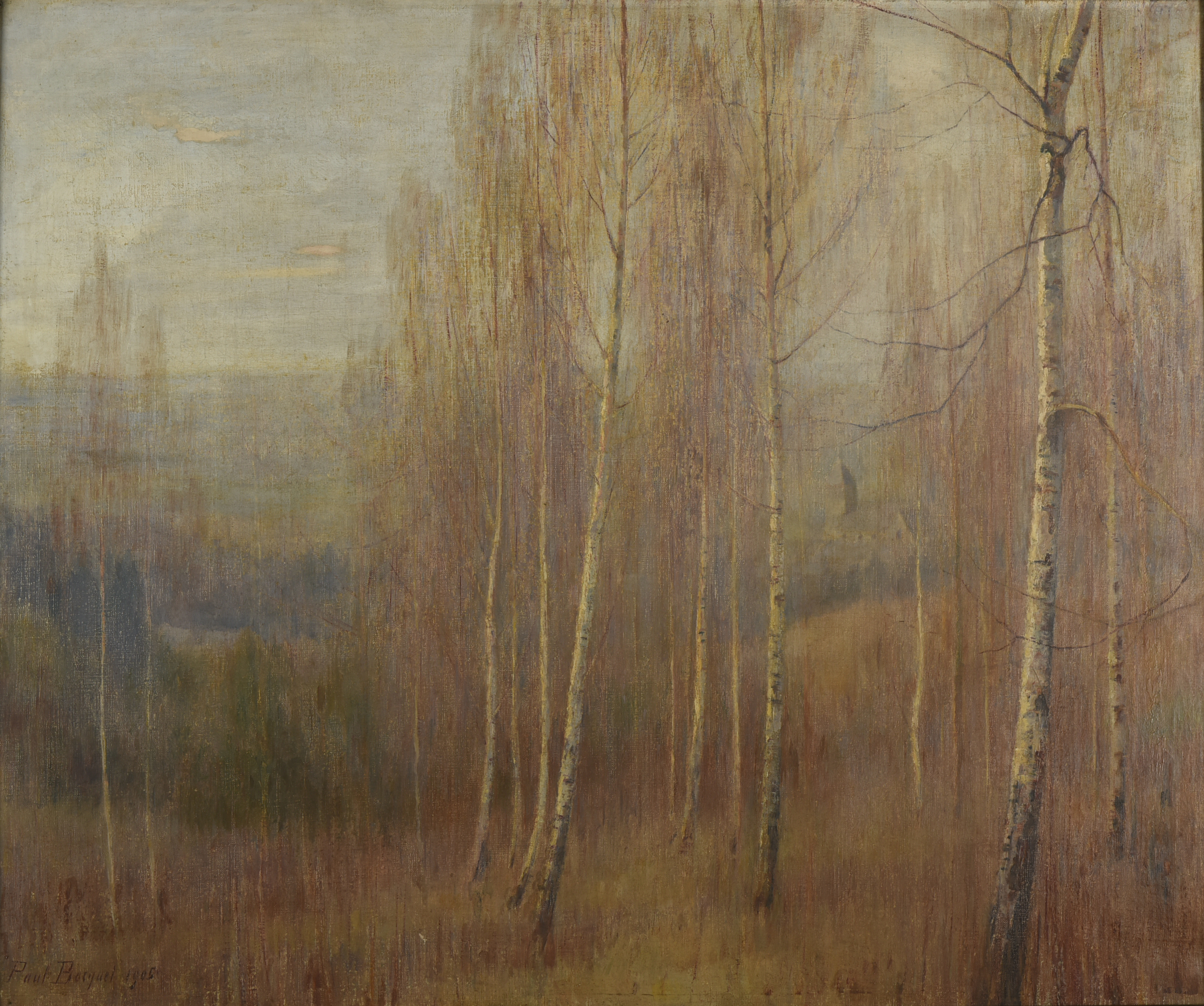
Les Bouleaux. Hiver[20], Reims musée des Beaux-Arts

### Œuvres non localisées

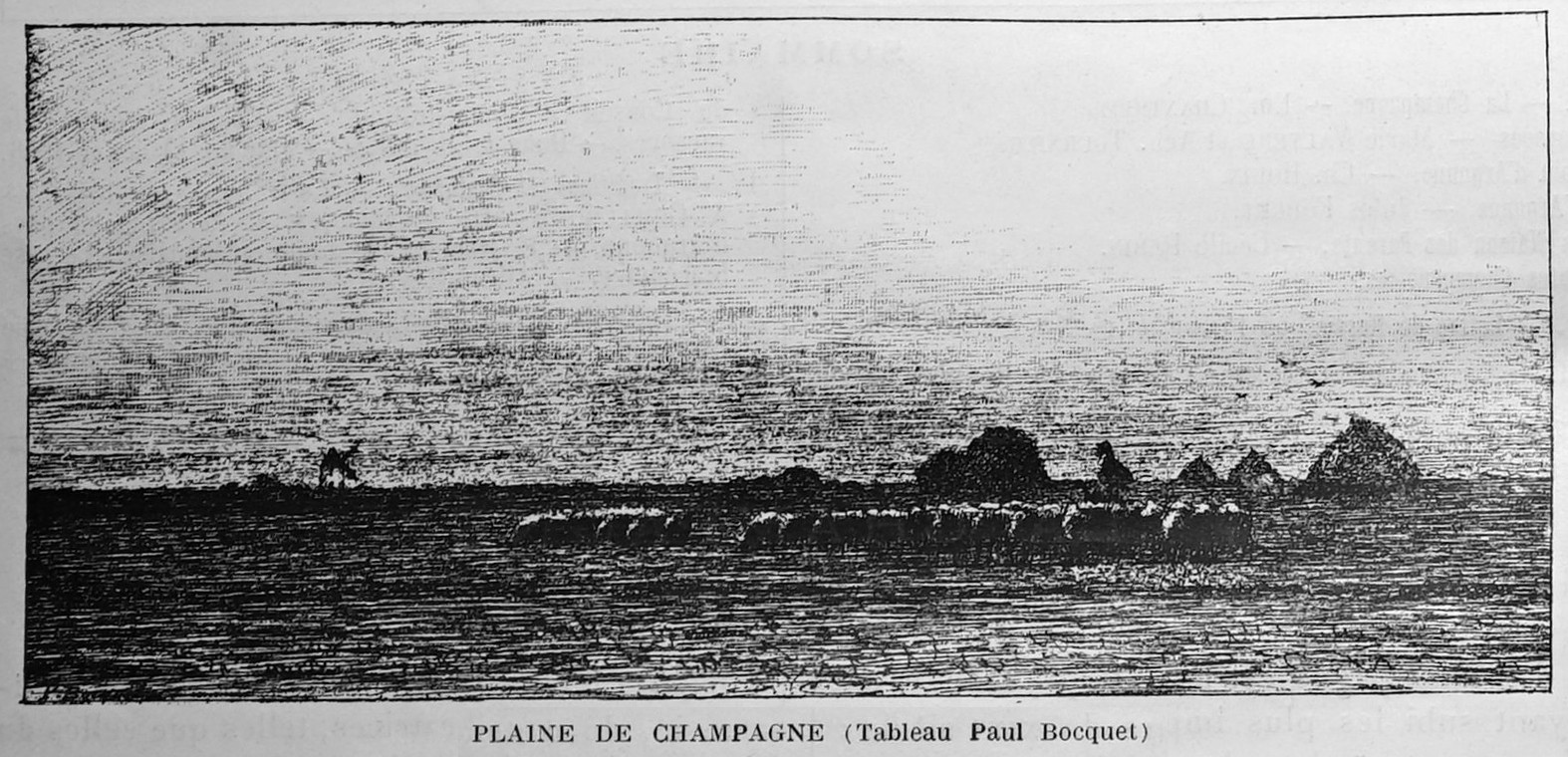
Plaine de Champagne, illustration publiée dans "Bulletin de l'œuvre des voyages scolaires"
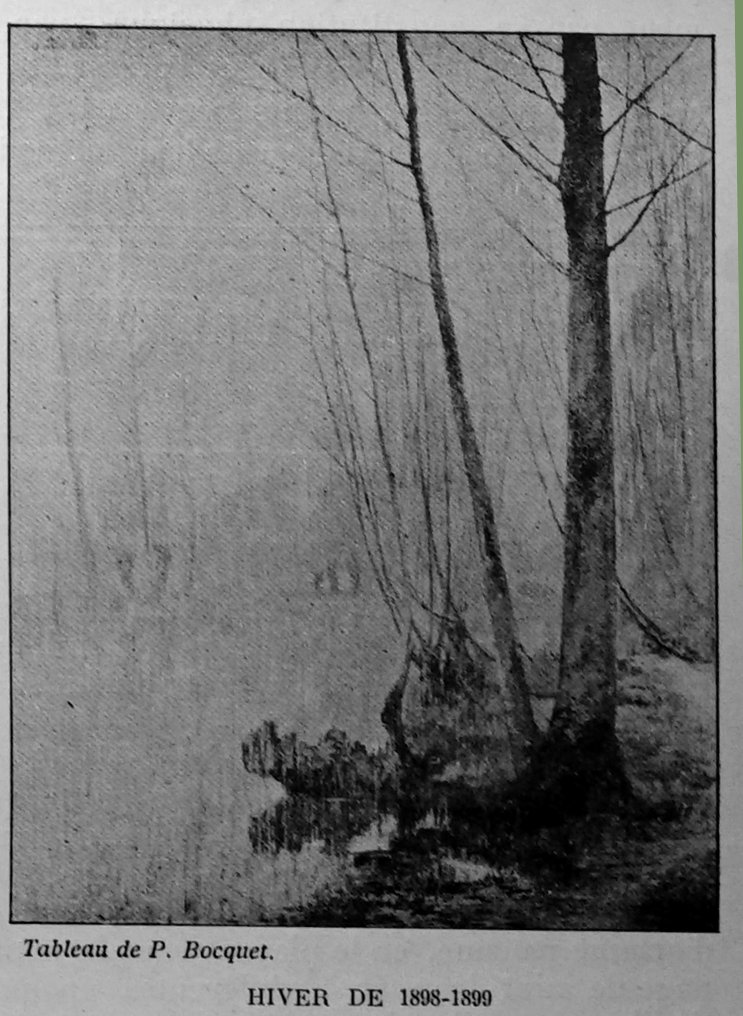
HIVER DE 1898-1899
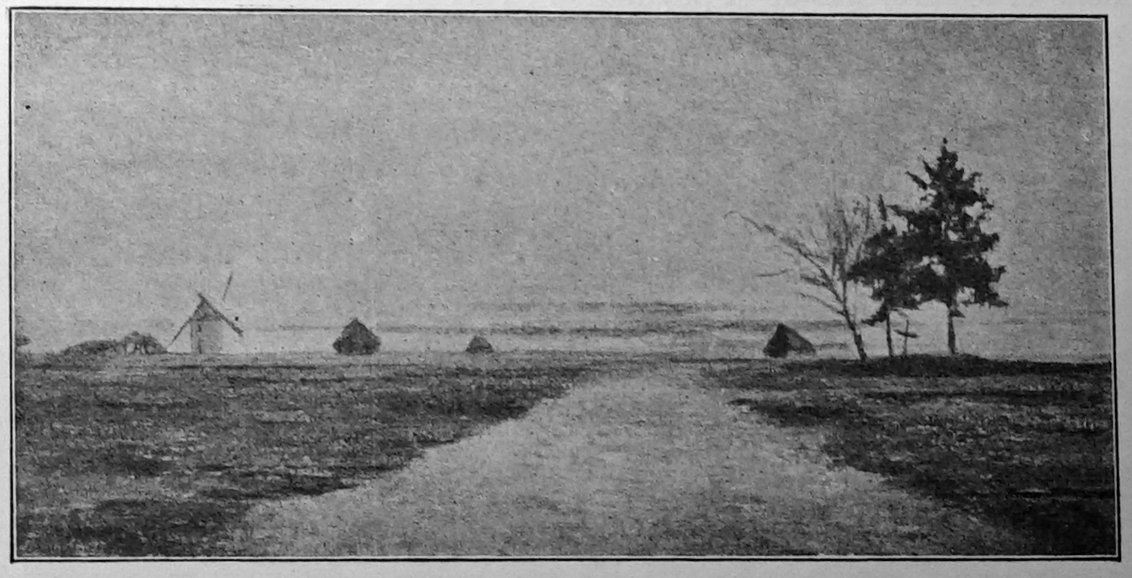
Route champenoise
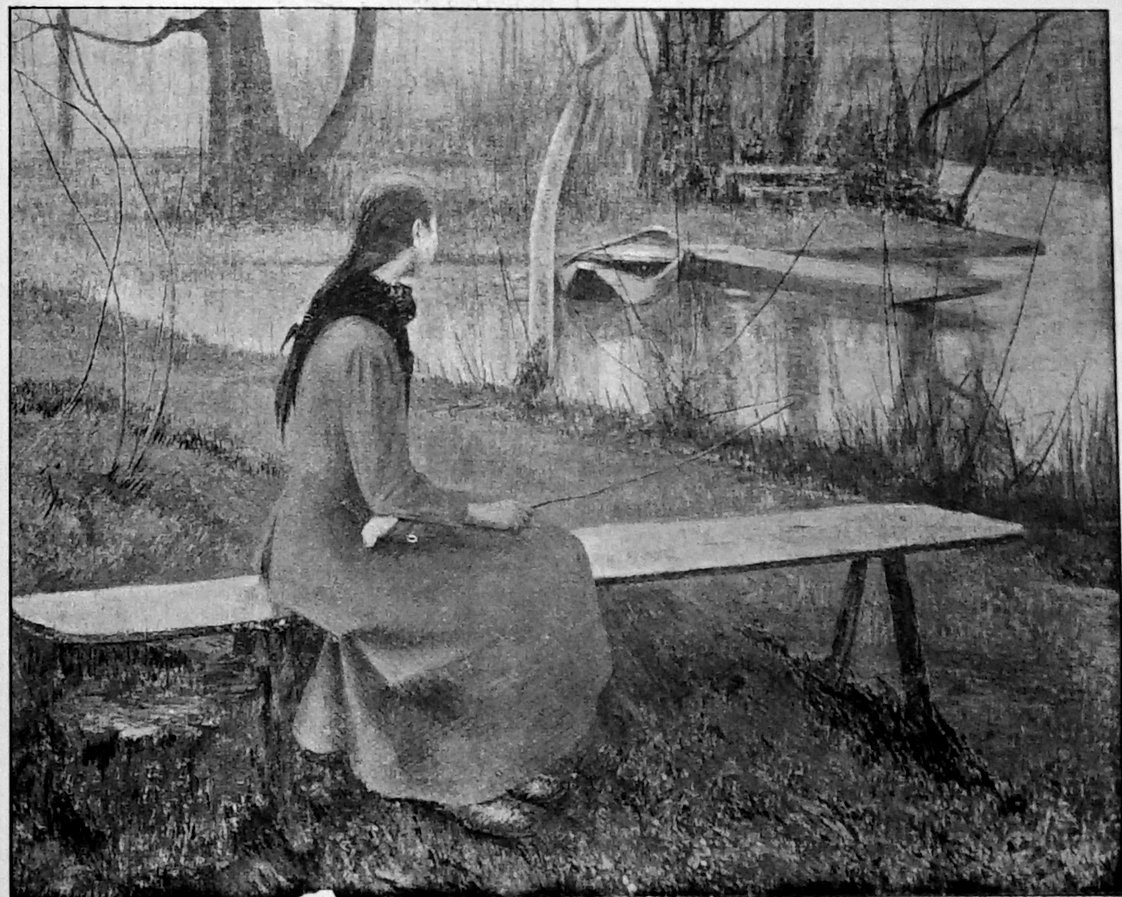
Au bord de l'eau, publié dans le "Bulletin de l'œuvre des voyages scolaires"